# Skogstrappmossa
Skogstrappmossa (Anastrophyllum michauxii) är en levermossart som först beskrevs av F.Web., och fick sitt nu gällande namn av Alexander William Evans. Skogstrappmossa ingår i släktet trappmossor, och familjen Lophoziaceae. Enligt den finländska rödlistan är arten sårbar i Finland. Enligt den svenska rödlistan är arten nära hotad i Sverige. Arten förekommer i Götaland, Svealand och Nedre Norrland. Artens livsmiljö är andra skuggiga klippor.